# معبطلی
معبطلی (به عربی: معبطلی) یک منطقهٔ مسکونی در سوریه است که در Afrin District واقع شده‌است.